# Cleome chelidonii
Cleome chelidonii är en paradisblomsterväxtart som beskrevs av Carl von Linné d.y.. Cleome chelidonii ingår i släktet paradisblomstersläktet, och familjen paradisblomsterväxter. Utöver nominatformen finns också underarten C. c. pallae.

## Bildgalleri

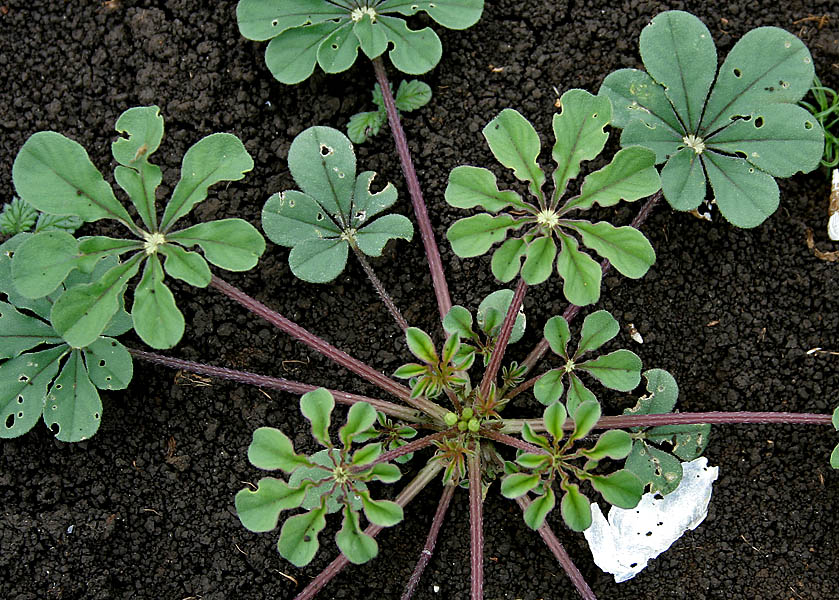
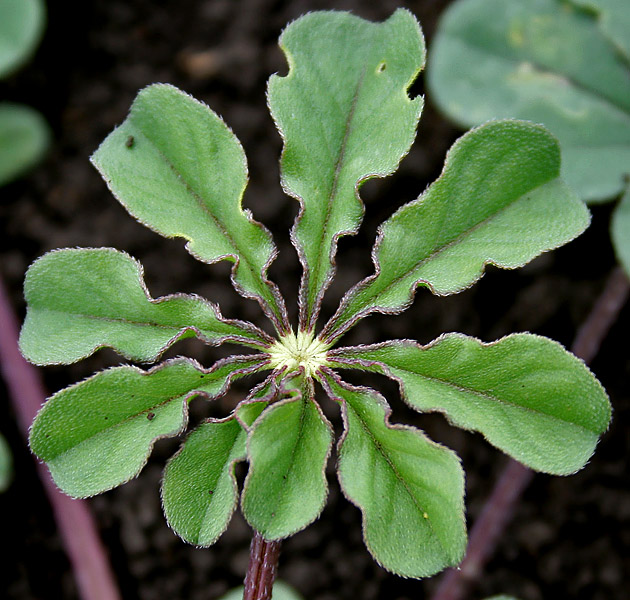
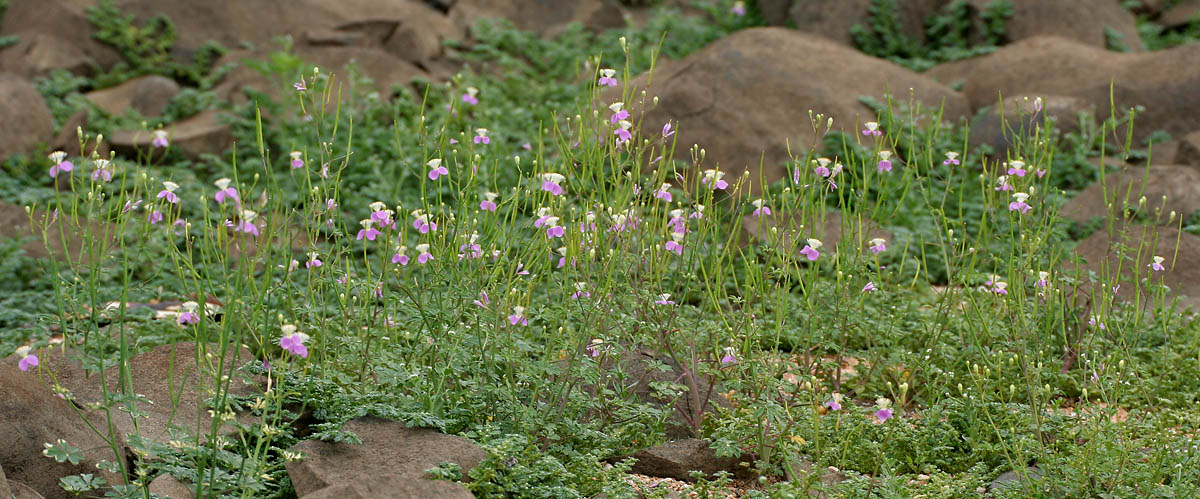
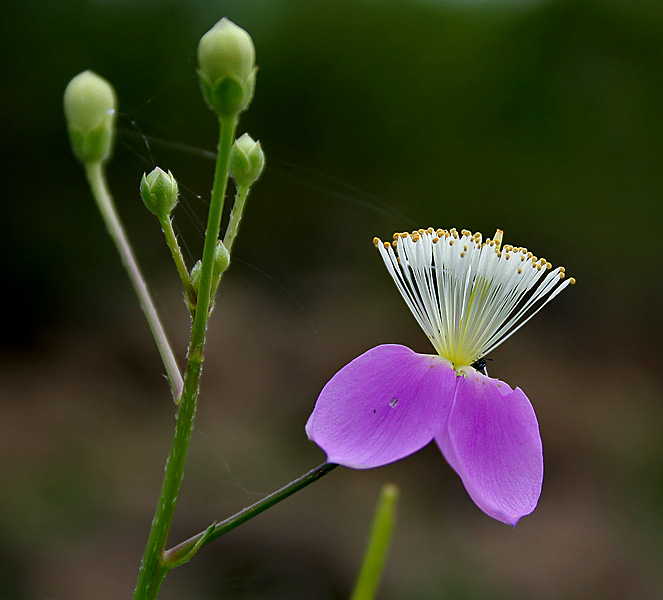